# Modziel
Modziel (dodatkowa nazwa w j. kaszub. Mòdźél; niem. Modziel, dawniej Modzyla) – osada kaszubska w otulinie Zaborskiego Parku Krajobrazowego w Polsce na Równinie Charzykowskiej w rejonie Kaszub zwanym Gochami, położona w województwie pomorskim, w powiecie bytowskim, w gminie Lipnica na północ od jeziora Długiego.
W latach 1975–1998 miejscowość należała administracyjnie do województwa słupskiego.